# Matthias Mala
Matthias Mala (* 27. Dezember 1950 in München) ist ein deutscher Autor und Künstler. 
1977 gab er seinen erlernten Beruf als Hotel- und Großkücheneinrichter auf und begann als Straßenmaler seine Karriere als freischaffender Künstler. Die Beschäftigung mit Batiktechniken führte ihn zum Stoffdesign. Er entwarf Stoffmuster für Möbel und Dekorationen. Daneben beschäftigte er sich mit der Entwicklung von Spielen. Unter anderem erfand er über 100 Spiele für Block und Bleistift. Die Veröffentlichung dieser Spiele 1986 war der Grundstein seiner schriftstellerischen Karriere. Sehr rasch folgten weitere Spiele- und Kinderbücher. Durch die Verknüpfung von Spiel und Mystik in Form von Losbüchern entstand ein weiterer Schwerpunkt seiner schriftstellerischen Tätigkeit. Insbesondere widmet er sich der weißen Magie, die er als Theurgie bezeichnet, worüber er mehrere Werke im Verlag Peter Erd. veröffentlichte.
Außerdem schrieb er Hörspiele, ein Theaterstück und Comictexte. Als Lyriker veröffentlichte er in Anthologien. Er widmet sich zudem der Haiku-Dichtung, wo er sich an Anthologien im In- und Ausland beteiligt. Schwerpunkt seines bildnerischen Schaffens ist die traditionelle Tuschzeichnung.
Bislang wurden 70 Bücher von M. Mala verlegt, die er größtenteils selbst illustrierte. Drei Hörspiele wurden produziert und ein Theaterstück aufgeführt. Es existiert ein literarisches Online-Projekt „Gegenüber“, bei dem er zum Jahrtausendwechsel ein Jahr lang den Blick aus dem Fenster seines Arbeitszimmers auf das Haus ihm gegenüber beschrieb.
Seit 1988 ist er Mitglied des Verbandes Deutscher Schriftsteller (VS), seit Mai 2008 ist er auch Mitglied des PEN-Zentrums Deutschland. Des Weiteren war er von 2005 bis 2008 Mitglied des Landesvorstandes des VS Bayern.